# Euheterodonta
Infra-classe
Euheterodonta est une infra-classe de mollusques bivalves.

## Liste des ordres
Selon World Register of Marine Species (12 décembre 2018) :
- ordre Adapedonta
- ordre Cardiida
- ordre Hippuritida †
- ordre Lucinida
- ordre Megalodontida †
- ordre Modiomorphida †
- ordre Myida
- ordre Venerida